# Sumu-Yaman
Sumu-Yaman va ser rei de Mari a l'antiga Mesopotàmia cap a l'any 1793 aC.
Un cop d'estat fruit de disputes dinàstiques va enderrocar al seu pare Yakhdun-Lim i el va posar al tron. Tot sembla indicar que Sumu-Yaman va ser un rei sense massa poder, governant una ciutat que havia deixat de dominar una part important del seu territori i amb escassa autoritat fins i tot entre els funcionaris del seu palau. No va regnar més de tes anys, i la seva possible impopularitat a dins del país va fer que una conspiració el fes fora del tron. En un text conservat es diu que "el van matar els seus servidors" possiblement recolzats des d'Assíria.
Sumu-Yaman s'havia enfrontat amb Xamxi-Adad I d'Ekallatum, que uns anys abans havia estat derrotat pel seu pare. Aquest rei va atacar la ciutat de Mari i la va conquerir, inaugurant el període dels reis d'Assíria a Mari, un període curt que sembla que no va trasbalsar gaire la vida de la població.
Del govern de Sumu-Yaman se'n saben poques coses. Uns quants documents el mencionen, però mai fan referència a ell amb el títol de lugal (rei). Es llegeix que va construir les muralles de Saggaratum, segurament durant la guerra que va lliurar contra Xamxi-Adad, i també que va portar a Mari 995 esclaus, que portaven noms hurrites. Es diu que va incorporar població hurrita a la ciutat.
Xamxi-Adad es va proclamar rei de Mari, i sembla que molt poc després va instal·lar al tron d'aquella ciutat al seu fill Yashmakhadad.